# Sen Elżbiety Pileckiej
Sen Elżbiety Pileckiej – powieść Zygmunta Krasińskiego z 1829, utrzymana w konwencji marzenia sennego, historia polskiej królowej, żony Władysława Jagiełły.

## O utworze
Na kształt utworu w sposób znaczący wpłynął Sen Byrona, z którego fragment w tłumaczeniu Mickiewicza został umieszczony jako motto. Dzieje królowej, Elżbiety Pileckiej, przedstawił autor na początku utworu w notatce kronikarskiej, by następnie opowiedzieć je w formie widzenia sennego. Zainteresowanie dla snu i wizji zapowiada już późniejszą twórczość Krasińskiego z jej fascynacją stanami psychicznymi, wymykającymi się spod kontroli świadomości.